# 30324 Pandya
30324 Pandya è un asteroide della fascia principale. Scoperto nel 2000, presenta un'orbita caratterizzata da un semiasse maggiore pari a 2,2320433 UA e da un'eccentricità di 0,0699062, inclinata di 1,65333° rispetto all'eclittica.